# Carlos Ruiz Massieu
Carlos Ruiz Massieu (* vor 1980) ist ein mexikanischer Rechtswissenschaftler und Diplomat. Er ist seit 2018 Sonderbeauftragter des UN-Generalsekretärs für Kolumbien und Leiter der UN-Überwachungsmission.

## Herkunft und Ausbildung
Carlos Ruiz Massieu absolvierte ein Rechtswissenschaftsstudium an der Universidad Iberoamericana in Mexiko-Stadt. An der University of Essex erwarb er einen Master in Politikwissenschaft mit dem Schwerpunkt Lateinamerika.

## Karriere
Seit 1999 ist Ruiz Massieu als Diplomat tätig, er war 2009 bis 2010 Vertreter Mexikos beim UN-Sicherheitsrat, beim UN-Wirtschafts- und Sozialrat (ECOSOC) (2004 bis 2008), bei den Leitungsgremien einer Reihe von UN-Fonds und -Programmen und bei den Hauptausschüssen der UN-Generalversammlung.
Er arbeitete im mexikanischen Innen-, Sozialentwicklungs- und Außenministerium, wo er den Posten des stellvertretenden Generalsekretärs bekleidete. Zeitweise war er an der mexikanischen Botschaft in Costa Rica tätig.

## Vereinte Nationen
Bei den UN war Ruiz Massieu an der Einrichtung und der Unterstützung von Friedenssicherungsoperationen sowie an den drei UN-Reformsträngen Entwicklung, Management und Frieden und Sicherheit beteiligt.
2011 wurde Ruiz Massieu in den Beirat für Administrations- und Budget-Fragen der UN-Generalversammlung (ACABQ) berufen. 2013 wurde er zum Vorsitzenden des Komitees auf Untergeneralsekretärsebene gewählt, eine Position, die er bis 2018 innehatte.
Im Dezember 2018 wurde Carlos Ruiz Massieu als Nachfolger des Franzosen Jean Arnault von UN-Generalsekretär António Guterres zum Sonderbeauftragten für Kolumbien und Leiter der UN-Überwachungsmission ernannt.

## Privates
Ruiz Massieu ist verheiratet und hat drei Kinder.